# Styloleptus caymanensis
Styloleptus caymanensis es una especie de escarabajo longicornio del género Styloleptus, tribu Acanthocinini, subfamilia Lamiinae. Fue descrita científicamente por Fisher en 1948.

## Descripción
Mide 6,5-7,5 milímetros de longitud.

## Distribución
Se distribuye por Islas Caimán.